# Klub Augusta Sedláčka
Klub Augusta Sedláčka (zkratka KAS) je české sdružení profesionálních a amatérských zájemců o šlechtická sídla (kastelologii).

## Historie
Klub Augusta Sedláčka vznikl z iniciativy Josefa Milera roku 1984 při Závodním klubu Škoda Plzeň. Klub byl pojmenován po slavném českém historikovi Augustu Sedláčkovi.Odborným garantem Klubu byl v jeho počáteční fázi Tomáš Durdík. Od roku 1990 je KAS samostatným spolkem.

## Činnost
Členové Klubu se zaměřují na výzkum šlechtických sídel v terénu (archeologické a stavebně historické průzkumy), studium archivních pramenů a pomoc při údržbě šlechtických sídel. Klub organizuje výlety, exkurze a přednášky.
V letech 1984–1987 vycházely Ročenky Klubu Augusta Sedláčka, kde mohli zájemci publikovat výsledky svého bádání. 
Klub Augusta Sedláčka se podílel v roce 1989 na vzniku a v prvních letech i na vydávání kastelologického periodika Castellologica Bohemica.
Roku 1990 byl založen časopis Hláska. V letech 1990–2019 byl šéfredaktorem Hlásky Petr Rožmberský.
Nadace České hrady – působila v letech (1995-1999) a vydávala ediční řadu Zapomenuté hrady tvrze a místa, věnovanou historii méně známých památek. Po zrušení nadace převzalo ediční činnost nakladatelství Petr Mikota.
Od roku 2000 pořádá KAS konferenci Dějiny staveb, jejímž tištěným výstupem je stejnojmenný sborník. Konference se věnuje oboru stavebně historický průzkum a iniciovala vznik profesního Sdružení pro stavebně historický průzkum.

## Pobočky
- Plzeň - centrála
- Praha
- Hradec Králové
- Humpolec
- Brno
- Zlín
- Olomouc

## Významní zemřelí členové KAS
- RNDr. Josef Miler (1947–1999) - zorganizoval po velkém úsilí vznik KAS a až do smrti pracoval jako jeho předseda, pobočka Plzeň
- Josef Smitka (1934–2005) - regionální badatel Horažďovicka, starosta Svéradic, pobočka Plzeň
- Ing. Petr Nožička (1959–2007) - projektant, geodet, specializoval se na zaměřování hradů, pobočka Plzeň
- PhDr. Jiří Kohoutek (1952–2007) - archeolog, historik, pobočka Zlín
- PhDr. Ladislav Hladký, CSc. (1942–2011) - východočeský regionální historik, pobočka Hradec Králové
- prof. PhDr. Tomáš Durdík, DrSc. (1951–2012) - v letech 1984-1990 působil jako odborný garant KAS ze strany Archeologického ústavu ČSAV.
- PhDr. Bedřich Štauber (1950–2013) - archeolog, muzejní pracovník, ředitel Oblastního muzea v Lounech, pobočka Plzeň
- Petr Rožmberský (1952–2019) - historik, archeolog, redaktor časopisu Hláska, sborníku Dějiny staveb a dalších publikací. V KAS působil jako jednatel, pobočka Plzeň.
- PhDr. Vladimír Wolf (1942–2019) - historik, vysokoškolský pedagog, pobočka Hradec Králové
- Ing. arch. Ladislav Svoboda (1957–2022) - památkář, stavebněhistorický průzkumník, pobočka Hradec Králové
- Zdeněk Fišera (1954–2022) - amatérský badatel a autor řady publikací, pobočka Hradec Králové
- Doc. Ing. et PhDr. Miroslav Plaček (1944–2025) - historik, kastelolog, archeolog, pedagog, spisovatel, pobočka Praha
- prof. PhDr. František Musil CSc. (1939–2025) - historik, kastelolog, středoškolský a vysokoškolský pedagog, pobočka Hradec Králové